# Dolichodynerus vandykei
Dolichodynerus vandykei är en stekelart som beskrevs av Richard Mitchell Bohart 1950. Dolichodynerus vandykei ingår i släktet Dolichodynerus och familjen Eumenidae. Inga underarter finns listade i Catalogue of Life.